# Burgstall im Haberhölzel II
Der Burgstall im Haberhölzel II ist eine abgegangene mittelalterliche Höhenburg in Eschelbach an der Ilm, einem Gemeindeteil des Marktes Wolnzach im Landkreis Pfaffenhofen an der Ilm von Bayern. Die Anlage wird als Bodendenkmal unter der Aktennummer D-1-7435-0167 als „Burgstall des Mittelalters“ geführt.

## Lage
Der Burgstall liegt in Höhenlage auf 466 m ü. NHN ca. 900 südöstlich der Pfarrkirche St. Emmeram in Eschelbach und 300 m südlich von Burgstall im Haberhölzel I. Im Urkataster von Bayern ist eine runde Anlage mit 50 m Durchmesser zu sehen. Die Anlage ist heute von Wald bestanden.